# Giorgiosite
La giorgiosite è un minerale.